# 中福实业
福建中福实业股份有限公司 （深交所：000592）是中国深圳证券交易所的一家上市公司，主营业务范围为A03。
2011年，该公司主营业务收入为688609630.44元，公司净利润为10093279.72元，公司总资产为1822602632.08元。